# المرتفعات الأرمنية

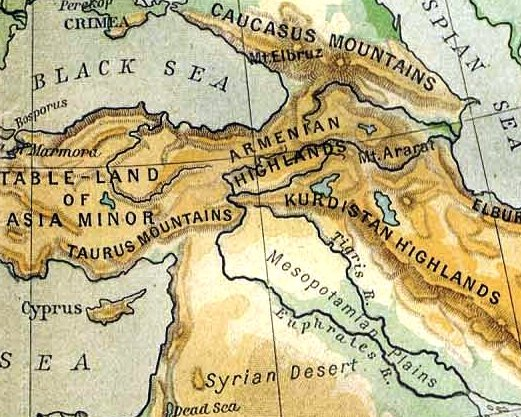
خريطة قديمة توضح موقع المرتفعات الأرمنية.

المرتفعات الأرمنية أو الهضبة الأرمنية (بالأرمنية: Հայկական լեռնաշխարհ) هي اسم يطلق على سلسة المرتفعات الواقعة شرقي الأناضول والممتدة من جورجيا بالشمال الغربي حتى شمال سوريا جنوباً. وترتبط شرقاً بالهضبة الإيرانية وغرباً بهضبة الأناضول.
بعد ما يُعرف بـ«المجازر الأرمنية» ونهاية الحرب العالمية الأولى، قامت تركيا بتغيير الأسماء الجغرافية لمعظم المناطق التي كانت مقطونة من قبل غير الأتراك من الأرمن والآشوريين فتغير أسم تلك المنطقة إلى منطقة الأناضول الشرقية.

## أعلام
- سرمد كاشاني